# Emil Pick
Emil Pick (24. prosince 1865 Přehvozdí u Českého Brodu – 30. prosince 1945 Chlumek u Golčova Jeníkova) byl český podnikatel a mecenáš, zakladatel čáslavské továrny Kosmos (nyní Zenit).

## Založení továrny
Vystudoval Střední průmyslovou školu chemickou a po působení v různých podnicích – byl například ředitelem lihovaru ve Smiřicích – se v roce 1906 přistěhoval do Čáslavi, kde nastoupil jako ředitel do továrny na líh a lisované droždí. Když se čáslavská podnikatelská rodina Schoellerů rozhodla v témže roce uzavřít čáslavský cukrovar a rozšířit svůj závod v nedalekých Vrdech, koupil Emil Pick spolu s místním houslistou a hudebním skladatelem Františkem Meislem v roce 1909 budovy tohoto provozu a zřídili v nich rafinerii kokosového oleje, výrobu sušené čekanky, zeleniny, lihovin, kávové náhražky a droždí. (Prodej budov se uskutečnil za podmínky, že Pick zde nikdy neobnoví cukrovarnický provoz.) V roce 1910 tak za účasti Pickova bratra Edmunda Picka vznikla Východočeská továrna na potraviny Emil Pick a spol. s provozovnou v bývalém čáslavském cukrovaru a s osmi dělníky a dvěma úředníky; poté, co v roce 1917 vyplatil posledního společníka, stal se ing. Pick jejím jediným vlastníkem. Velmi důležitou úlohu v Pickových podnikatelských aktivitách hrála jeho manželka Marie, rozená Hellerová, dcera mladoboleslavského obchodníka, a zejména její věno ve výši 18 tisíc zlatých, které tvořilo základ Pickova podnikání.

## 20. léta
Podnik i přes těžké podmínky mezi dvěma světovými válkami dále rostl a tak došlo v roce 1927 k výstavbě nové továrny na umělé jedlé tuky. V dubnu 1928 ale vznikl požár, který zničil nejen novou továrnu, ale i hlavní skupinu budov. Ani to však výrobu nezastavilo, pokračovalo se v provizorních podmínkách a během roku 1929 byly obnoveny všechny objekty a zároveň podnik získal i moderní technologie. Největší zásluhu na rozvoji a modernizaci závodu měl zřejmě dr. ing. Pavel Pick, jediný syn Emila Picka, který zde po dokončení studií na pražské technice začal pracovat a v roce 1929 se stal i společníkem podniku, který od roku 1926 nesl název Závody Kosmos, Emil Pick a spol. Emil Pick měl, kromě syna, také dceru Hanu, ta však zemřela v osmnácti letech na tuberkulózu).

## Výrobní sortiment
Pokud jde o výrobní sortiment, kromě asi nejznámějšího pokrmového tuku Kosmos (v tehdejších inzerátech popisovaného jako „nejlepší náhrada za máslo a sádlo“) tu vyráběli například čajový tuk Smetol, později mýdla s názvy Tři muži, Gigant či jemné druhy pracích mýdel na praní choulostivých tkanin a hedvábí pod názvem Tři dívky, mýdlové prášky i kosmetiku. V roce 1932 vznikl provoz na výrobu ''Čáslavky – žitné kávy. Především pro ortodoxní Židy na Slovensku a Podkarpatské Rusi se v závodě vyráběl od roku 1926 také košer margarin. Továrna tehdy zaměstnávala téměř 1000 lidí a kromě výrobny tuků zahrnovala tiskárnu, mlékárnu, mydlárnu, výrobnu kosmetiky, zařízení na odpařování spodních louhů, glycerinku, pilu, bednárnu, sudárnu, lisovnu semen, rafinerii, ztužovnu, výrobnu vodíku a kyslíku elektrolýzou vody, pražírnu obilné kávy, kotelnu, strojovnu s vlastním generátorem, zámečnickou a strojní údržbářskou dílnu, sklad semen s automatickým vykládacím jeřábem, olejové tanky o objemu asi 300 vagonů. Pickovu žitnou kávu propagoval sloganem „Čáslavka, to je kafíčko!“ ve filmovém spotu Vlasta Burian, Kosmos vydával i vlastní časopis Potravinář.

## 30. léta
V roce 1926 Emil Pick zakoupil v Trenčíně od Tatrabanky Prvú slovenskú továrňu na lieh a droždie a v roce 1930 začal v části města Trenčín zvané Istebník s výstavbou nového moderního kombinátu. Stavba byla dokončena v roce 1932, kromě nové drožďárny a lihovaru sem přestěhoval z Užhorodu výrobu pokrmových tuků a z fabriky Veľkotopoľčianska čistiareň liehu v Topolčanech, kterou prodal (dnes zde sídlí firma Elektrokarbon), přestěhoval do Trenčína v roce 1937 výrobu tehdy už známé značky likérů Old Herold (dodnes tato jsou lihoviny vyráběny pod touto značkou společností OLD HEROLD). Továrna s názvem „Prvá slovenská továreň na droždie, lieh a pokrmové masti“, byla tehdy největší výrobnu kvasnic v Československu (jejich prodej zajišťovala nově vytvořená firma Zenit). Továrna používala moderní metody a vlastnila několik patentů a měla vlastní výzkumnou laboratoř.
V roce 1934 utrpěl Emil Pick při dopravní nehodě (jeho Lincoln se údajně při předjíždění srazil u Úval s nákladním vozidlem) vážné poranění pánve a páteře, které na něm zanechalo trvalé zdravotní následky – byl schopen chodit pouze o holi a jen po rovině a jeho nové auto muselo mít speciální úpravu, aby do něho mohl nastoupit. Při nehodě byla také vážně zraněna Pickova snacha Mary, která měla proříznuté hrdlo, jeho manželka a syn utrpěli jen lehčí zranění.
V roce 1935 oslavil Emil Pick sedmdesátiny a jeho podnik 25 let své existence; při této příležitosti byla v Čáslavi uspořádána velká slavnost a Emil Pick získal čestné občanství města.

## Druhá republika a okupace
Po vzniku takzvané Druhé republiky poslali Pavel Pick a jeho žena Mary jejich syny, devítiletého Petra a šestiletého Jana, do Velké Británie, kde zůstali až do konce války.
Nedlouho po 15. březnu 1939 navštívil Čáslav zemský rada dr. Eckhold s úředníky z kolínského oberlandrátu a jednali s Emilem a Pavlem Pickovými o budoucnosti závodů. Na základě nařízení o správě židovského majetku byl z Eckoldtova podnětu jmenován správcem (treauhänderem) v Závodech Kosmos Rudolf Womela. Ten nejdříve zbavil Pickovy funkcí a Emilu Pickovi zakázal přístup do objektu podniku. Následně byl závod i všechny nemovitosti prodány rakouskému Němci, průmyslníku a také sturmbannführerovi SS Hermannu Lapperovi, přičemž v příslušné smlouvě bylo uvedeno, že Pickovi na prodej přistoupili dobrovolně a bez nucení; závod byl přejmenován na Kosmos Lapper a spol. Rodina Pickových se počátkem roku 1940 odstěhovala do Prahy a Rudolf Womela se nastěhoval do jejich rodinné vily.
Dne 10. června 1940 byl Pavel Pick zajištěn krajským soudem a 20. prosince téhož roku předán gestapu. Gestapo pak vyslýchalo celou rodinu Pickových, kterou následně transportovalo do Terezína; Mary, žena Pavla Picka, zde zemřela.

## Po roce 1945
V květnu 1945 osvobodila Čáslav Rudá armáda. Továrnu i někdejší osobní majetek rodiny Picků považovala za majetek německý a tedy za válečnou kořist, poté továrnu odevzdala do správy města. V rodinné vile byla zřízena mateřská škola a jesle. Po válce už Pickovi neměli právo disponovat svým majetkem a byl jim přisouzen příjem 6 tisíc korun měsíčně; továrna Kosmos byla znárodněna dne 9. ledna 1946. Emil Pick s manželkou, synem Pavlem a jeho druhou ženou Věrou žili po návratu z Terezína nejprve v Poděbradech, a poté na lesním velkostatku Chlumek u Golčova Jeníkova, který zakoupili v roce 1937. Zde Emil Pick v prosinci roku 1945 zemřel. Podle zprávy v archivu podniku Kosmos byla účast na pohřbu nepatrná a z Čáslavi se nedostavil nikdo. Ostatky Emila Picka spočívají v rodinné hrobce v židovském oddělení městského hřbitova v Čáslavi.
Pavel Pick se ženou a dětmi emigroval v roce 1948 nejprve do Velké Británie a poté do Kanady; počátkem ledna 1949 se prostřednictvím JUDr. Zikmunda Steina vzdali Pavel Pick a jeho matka Marie veškerých nároků týkajících se podniku Kosmos, nicméně se jim podařilo získat zpět 16 z celkem 77 obrazů zejména českých malířů, které shromáždil Emil Pick, a to především díky tomu, že se zachovalo Pickovo fotoalbum s jejich dokumentací. Obraz Joži Úprky pod názvem Pouť u sv. Antoníčka z majetku Emila Picka byl například zajištěn u bývalého protektorátního ministerského předsedy Krejčího. Pavel Pick zemřel v kanadském Montréalu dne 27. září 1953, jeho matka o deset let později, dne 2. listopadu 1963, ve svých 88 letech.

## Společenské a dobročinné aktivity
Stopy působení Emila Picka a jeho rodiny jsou v Čáslavi patrné dodnes. Zřejmě nejvýznamnější je mezi nimi továrna Kosmos, dnes Zenit, s.r.o., koupaliště v místním lesoparku Vodranty, které Emil a Pavel Pickovi v roce 1934 zbudovali na vlastní náklady a předali městu, a které bylo tehdy považováno za jedno z nejlepších v celé republice.[zdroj⁠?!] Stále také stojí rodinná Pickova vila z roku 1928, dříve jeden z nejkrásnějších lokálních exemplářů prvorepublikové architektury, dnes chátrající objekt zmrzačený jednak dlouhodobým zanedbáváním ale zejména barbarstvím novodobých stavebních podnikatelů – v roce 2007 byla vila přestavěna na penzion, byla přidána nástavba části druhého nadzemního podlaží, odstraněna řada původních konstrukčních prvků, vybudováno nové betonové schodiště a došlo k opravě střechy zahrnující instalaci střešních oken; co však estetickou hodnotu vily zničilo nenávratně byla stavba několikapatrového bytového domu jen několik metrů od její terasy.
Emil Pick a jeho rodina štědře podporovali sociální a kulturní činnost ve městě. Pomohli například vybudovat Studentský domov, ozdravovnu pro děti, Marie Picková vedla Izraelský dámský dobročinný spolek a spolu se snachou podporovala místní sirotčinec. Emil Pick působil i v zastupitelstvu města, podporoval umělce, a pravděpodobně jen díky jeho podpoře nezanikla za první republiky místní židovská obec.
Po Emilu Pickovi je v Čáslavi pojmenována jedna z ulic.

## Fotogalerie

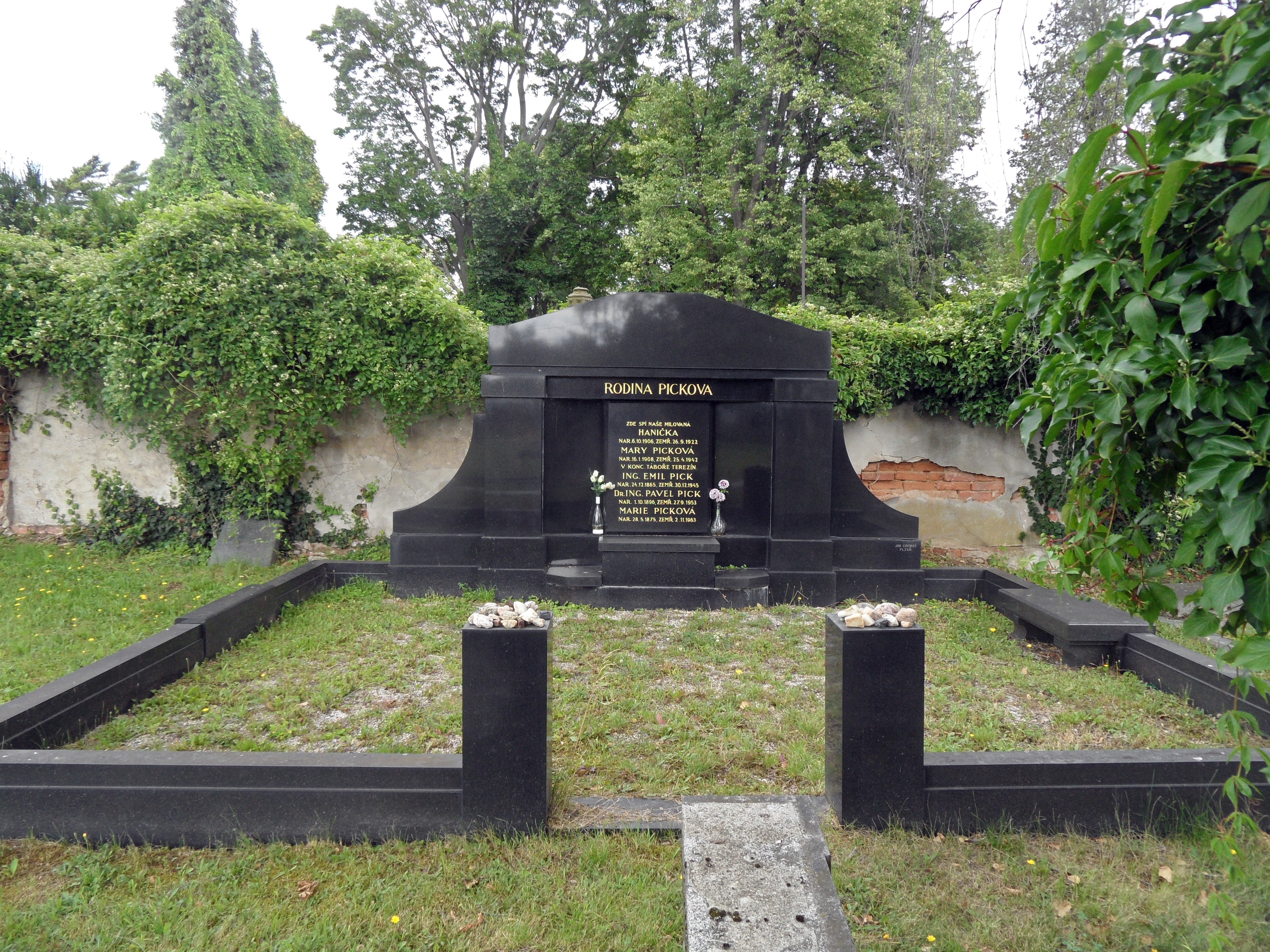
Rodinná hrobka na židovském hřbitově v Čáslavi
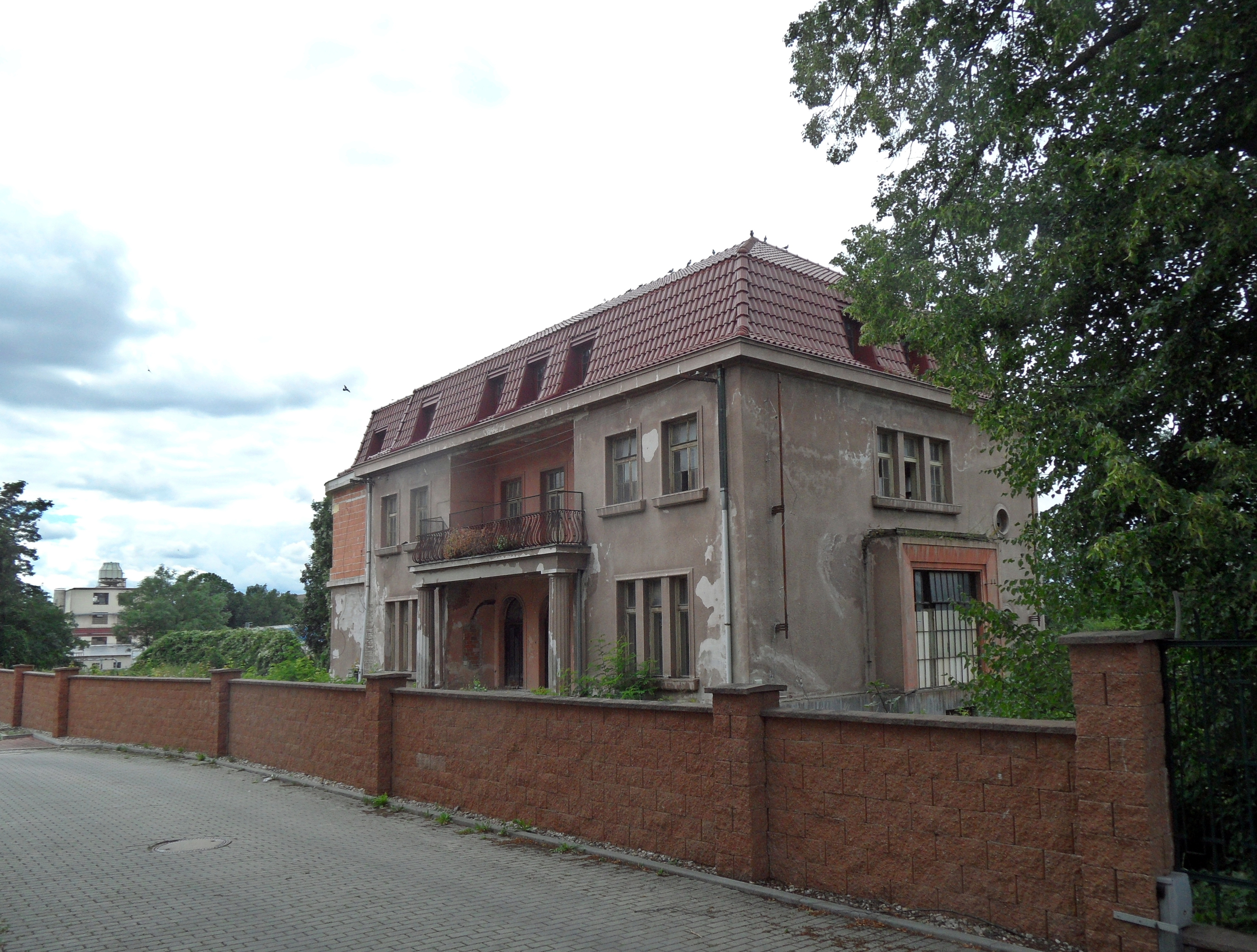
Pickova vila, znehodnocená bytovým domem...
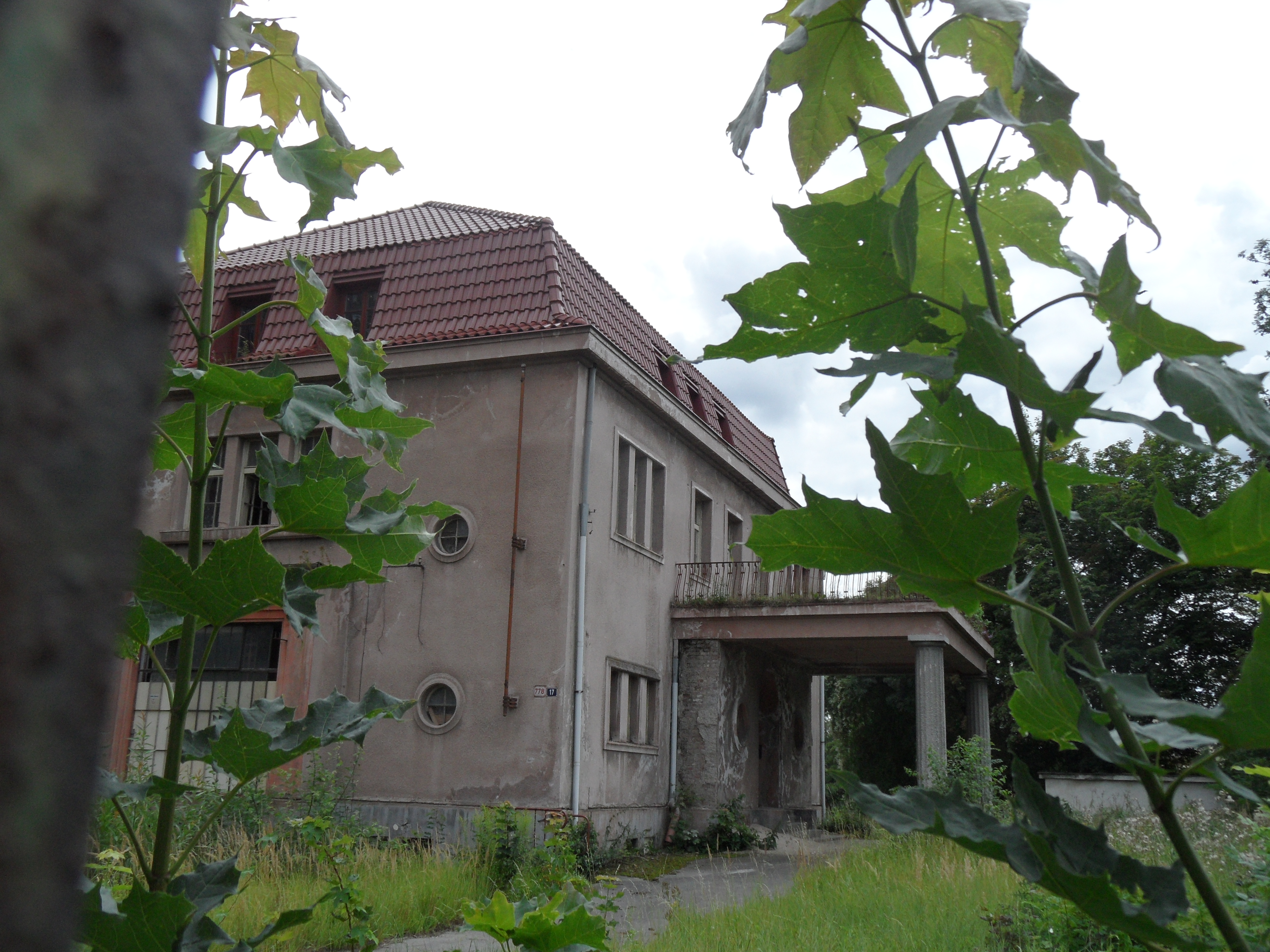
... a přestavbou, nadále chátrá a zahrada zarůstá (7/2017)